# 安德烈·尼古拉耶维奇·萨哈罗夫
安德烈·尼古拉耶维奇·萨哈罗夫（羅馬化：Andrey Nikolayevich Sakharov；1930年6月2日—2019年6月26日），苏联及俄罗斯历史学家，历史学博士（1982年），教授（1988年），俄罗斯科学院通讯院士。曾任俄罗斯科学院俄罗斯历史研究所所长。

## 生平
1930年6月2日生于苏联下諾夫哥羅德邊疆區庫列巴基。
从1984年开始苏联科学院历史研究所担任研究员，1991年12月7日入选通讯院士，1993年至2010年，担任俄罗斯科学院俄罗斯历史研究所所长。
2019年6月26日在莫斯科去世。

## 研究与观点
他知名于对中世纪外交史的研究。他也是俄罗斯国家起源学说——诺曼说的强烈反对者。

## 荣誉

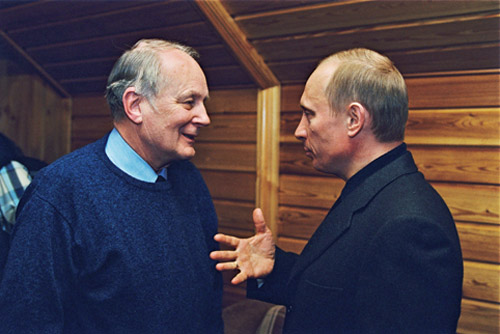
2002年与普京交谈

俄罗斯联邦
- 四级祖国功勋勋章（2000年）[5]

苏联
- 荣誉勋章[6]
- 各民族人民友谊勋章[6]
- 紀念列寧誕辰一百週年獎章（1970年）